# 聚株石豆兰
聚株石豆兰（学名：Bulbophyllum sutepense）为兰科石豆兰属下的一个种。

## 扩展阅读
- 維基物種上的相關：聚株石豆兰